# Divizia A (2016/2017)
Sezon 2016/2017 jest 26. edycją rozgrywek o mistrzostwo Mołdawii. Tytułu broni Spicul Chișcăreni

## Zespoły
| Uczestnicy poprzedniej edycji                                                                                 | Uczestnicy poprzedniej edycji | Uczestnicy poprzedniej edycji | Uczestnicy poprzedniej edycji |
| --- | ----------------------------- | ----------------------------- | ----------------------------- |
| SPL | Spicul Chișcăreni             | 1                             |                               |
| SH2 | Sheriff-2                     | 2                             |                               |
| ZI2 | Zimbru-2                      | 3                             |                               |
| DA2 | Dacia-2 Buiucani              | 5                             |                               |
| GAG | Bugeac Comrat                 | 6                             |                               |
| VIB | Victoria Bardar               | 7                             |                               |
| CDL | Codru Lozova                  | 8                             |                               |
| EDI | Edineț                        | 9                             |                               |
| ISK | Iscra Rybnica                 | 10                            |                               |
| INT | Intersport-Aroma              | 11                            |                               |
| SFG | Sfîntul Gheorghe              | 12                            |                               |
| REA | Real-Succes                   | 13                            |                               |
| CLE | Prut Leova                    | 14                            |                               |
| Spadek z Divizia A                                                                                            |                               |                               |                               |
| Awans z Divizia B                                                                                             |                               |                               |                               |
| SPA | Spartanii Selemet             | 1                             |                               |
| SÎN | Sîngerei                      | 1                             |                               |
| Oznaczenia: - kolumna pierwsza – skróty nazw drużyn, - kolumna trzecia – miejsce zajęte w poprzednim sezonie. |                               |                               |                               |

## Tabela końcowa
| Lp. | Drużyna             | M  | Z  | R | P  | B+ | B-  | +/–  | Pkt | Promocja i Spadek               |
| --- | ------------------- | -- | -- | - | -- | -- | --- | ---- | --- | ------------------------------- |
| 1   | Sheriff-2           | 28 | 22 | 2 | 4  | 94 | 19  | +75  | 68  | Nie kwalifikują się do promocji |
| 2   | Sfântul Gheorghe    | 28 | 21 | 3 | 4  | 79 | 23  | +56  | 66  | Promocja do Divizia Națională   |
| 3   | Spicul Chișcăreni   | 28 | 21 | 3 | 4  | 62 | 22  | +40  | 66  | Promocja do Divizia Națională   |
| 4   | Victoria Bardar     | 28 | 20 | 4 | 4  | 78 | 26  | +52  | 64  |                                 |
| 5   | Zimbru-2            | 28 | 13 | 5 | 10 | 57 | 38  | +19  | 44  |                                 |
| 6   | Sparta Selemet      | 28 | 13 | 2 | 13 | 51 | 61  | −10  | 41  |                                 |
| 7   | Sîngerei            | 28 | 13 | 1 | 14 | 48 | 53  | −5   | 40  |                                 |
| 8   | Edineț              | 28 | 11 | 3 | 14 | 55 | 57  | −2   | 36  |                                 |
| 9   | Iskra Rîbnița       | 28 | 10 | 5 | 13 | 39 | 50  | −11  | 35  |                                 |
| 10  | Dacia-2 Buiucani    | 28 | 10 | 4 | 14 | 39 | 45  | −6   | 34  |                                 |
| 11  | Real-Succes Lilcora | 28 | 9  | 2 | 17 | 37 | 54  | −17  | 29  |                                 |
| 12  | Găgăuzia Comrat     | 28 | 9  | 2 | 17 | 51 | 74  | −23  | 29  |                                 |
| 13  | Codru Lozova        | 28 | 8  | 3 | 17 | 48 | 81  | −33  | 27  |                                 |
| 14  | Intersport-Aroma    | 28 | 6  | 4 | 18 | 20 | 50  | −30  | 22  | Spadek do Divizia B             |
| 15  | Prut Leova          | 28 | 2  | 1 | 25 | 19 | 124 | −105 | 7   | Spadek do Divizia B             |